# UEFAチャンピオンズリーグ 2000-01 決勝
UEFAチャンピオンズリーグ 2000-01 決勝は、UEFAチャンピオンズリーグ 2000-01の決勝戦であり、46回目のUEFAチャンピオンズリーグの決勝戦である。2001年5月23日にイタリア・ミラノのスタディオ・サン・シーロで行われ、バイエルン・ミュンヘンが25年ぶり4回目の優勝を果たした。

## 概要
試合は、ドイツのバイエルン・ミュンヘンとスペインのバレンシアの対戦となった。延長戦まで120分の戦いは1対1と決着がつかず、PK戦でバイエルンが5-4で勝利、4度目のタイトルを獲得した。バイエルンは四半世紀ぶりのタイトル獲得となり、バレンシアは2年連続の決勝戦での敗北となった。また、試合のすべての得点はPKで、バイエルンはPK失敗もしている。そして、勝敗の決着はPK戦となったため、この試合は「すべてPK」のUEFAチャンピオンズリーグ決勝となっている。 その他、この試合は前2シーズンの準優勝チーム同士の対戦であった。バイエルンは1999年にマンチェスター・ユナイテッドに、バレンシアは2000年にレアル・マドリードにいずれも敗れている。
PK戦で決着したのはチャンピオンズカップ決勝から通算で6回目、チャンピオンズリーグ決勝としては2回目である。また、バイエルンの監督オットマー・ヒッツフェルトは1997年にはボルシア・ドルトムントでこのタイトルを獲得しており、エルンスト・ハッペル以来、2人目の「2つの異なるチームでヨーロッパ王者になった監督」となった。一方、バレンシアの監督エクトル・クーペルは3年連続で決勝戦での敗北となった。彼は1999年にマジョルカを率いてUEFAカップウィナーズカップ決勝で敗れた後、2000年にはバレンシアを率いてチャンピオンズリーグ決勝で敗れている。

## 出場チーム
注 : 決勝進出は1992年まではUEFAチャンピオンズカップ、1993年以降はUEFAチャンピオンズリーグ
| チーム                 | 過去の決勝進出（太字は優勝）            |
| ---------------------- | --------------------------------------- |
| バイエルン・ミュンヘン | 6（1974、1975、1976、1982、1987、1999） |
| バレンシア             | 1（2000）                               |

## 決勝戦までの道のり
| バイエルン・ミュンヘン       | バイエルン・ミュンヘン    | バイエルン・ミュンヘン    | バイエルン・ミュンヘン    | ラウンド         | バレンシア                   | バレンシア                | バレンシア                | バレンシア                |
| ---------------------------- | ------------------------- | ------------------------- | ------------------------- | ---------------- | ---------------------------- | ------------------------- | ------------------------- | ------------------------- |
| 対戦相手                     | 合計                      | 第1戦                     | 第2戦                     | 予選             | 対戦相手                     | 合計                      | 第1戦                     | 第2戦                     |
| -                            | -                         | -                         | -                         | 3回戦            | チロル・インスブルック       | 4–1                       | 0–0 (A)                   | 4–1 (H)                   |
| 対戦相手                     | 結果                      | 結果                      | 結果                      | 一次リーグ       | 対戦相手                     | 結果                      | 結果                      | 結果                      |
| ヘルシンボリIF               | 3–1 (A)                   | 3–1 (A)                   | 3–1 (A)                   | 第1節            | オリンピアコス               | 2–1 (H)                   | 2–1 (H)                   | 2–1 (H)                   |
| ローゼンボリBK               | 3–1 (H)                   | 3–1 (H)                   | 3–1 (H)                   | 第2節            | へーレンフェーン             | 1–0 (A)                   | 1–0 (A)                   | 1–0 (A)                   |
| パリ・サンジェルマン         | 0–1 (A)                   | 0–1 (A)                   | 0–1 (A)                   | 第3節            | リヨン                       | 1–0 (H)                   | 1–0 (H)                   | 1–0 (H)                   |
| パリ・サンジェルマン         | 2–0 (H)                   | 2–0 (H)                   | 2–0 (H)                   | 第4節            | リヨン                       | 2–1 (A)                   | 2–1 (A)                   | 2–1 (A)                   |
| ヘルシンボリIF               | 0–0 (H)                   | 0–0 (H)                   | 0–0 (H)                   | 第5節            | オリンピアコス               | 0–1 (A)                   | 0–1 (A)                   | 0–1 (A)                   |
| ローゼンボリBK               | 1–1 (A)                   | 1–1 (A)                   | 1–1 (A)                   | 第6節            | ヘーレンフェーン             | 1–1 (H)                   | 1–1 (H)                   | 1–1 (H)                   |
| グループF 通過 出典: UEFA    | グループF 通過 出典: UEFA | グループF 通過 出典: UEFA | グループF 通過 出典: UEFA | 結果             | グループC 通過 出典: UEFA    | グループC 通過 出典: UEFA | グループC 通過 出典: UEFA | グループC 通過 出典: UEFA |
| 対戦相手                     | 結果                      | 結果                      | 結果                      | 二次リーグ       | 対戦相手                     | Result                    | Result                    | Result                    |
| リヨン                       | 1–0 (H)                   | 1–0 (H)                   | 1–0 (H)                   | 第1節            | シュトゥルム・グラーツ       | 2–0 (H)                   | 2–0 (H)                   | 2–0 (H)                   |
| アーセナル                   | 2–2 (A)                   | 2–2 (A)                   | 2–2 (A)                   | 第2節            | パナシナイコス               | 0–0 (A)                   | 0–0 (A)                   | 0–0 (A)                   |
| スパルタク・モスクワ         | 1–0 (H)                   | 1–0 (H)                   | 1–0 (H)                   | 第3節            | マンチェスター・ユナイテッド | 0–0 (H)                   | 0–0 (H)                   | 0–0 (H)                   |
| スパルタク・モスクワ         | 3–0 (A)                   | 3–0 (A)                   | 3–0 (A)                   | 第4節            | マンチェスター・ユナイテッド | 1–1 (A)                   | 1–1 (A)                   | 1–1 (A)                   |
| リヨン                       | 0–3 (A)                   | 0–3 (A)                   | 0–3 (A)                   | 第5節            | シュトゥルム・グラーツ       | 5–0 (A)                   | 5–0 (A)                   | 5–0 (A)                   |
| アーセナル                   | 1–0 (H)                   | 1–0 (H)                   | 1–0 (H)                   | 第6節            | パナシナイコス               | 2–1 (H)                   | 2–1 (H)                   | 2–1 (H)                   |
| グループC 通過 出典: UEFA    | グループC 通過 出典: UEFA | グループC 通過 出典: UEFA | グループC 通過 出典: UEFA | 結果             | グループA 通過 出典: UEFA    | グループA 通過 出典: UEFA | グループA 通過 出典: UEFA | グループA 通過 出典: UEFA |
| 対戦相手                     | 合計                      | 第1戦                     | 第2戦                     | 決勝トーナメント | 対戦相手                     | 合計                      | 第1戦                     | 第2戦                     |
| マンチェスター・ユナイテッド | 3–1                       | 1–0 (A)                   | 2–1 (H)                   | 準々決勝         | アーセナル                   | 2–2 (a)                   | 1–2 (A)                   | 1–0 (H)                   |
| レアル・マドリード           | 3–1                       | 1–0 (A)                   | 2–1 (H)                   | 準決勝           | リーズ・ユナイテッド         | 3–0                       | 0–0 (A)                   | 3–0 (H)                   |

## 試合

### 概要
この決勝戦は、バイエルンのゴールキーパー、オリバー・カーンの大活躍で人々に記憶されている。
試合開始早々、ペナルティエリア内で倒れこんだパトリック・アンデションがハンドによりバレンシアにPKが与えられ、ガイスカ・メンディエタがPK成功、バレンシアが先制した。数分後、ジョスリン・アングロマがペナルティエリア内でシュテファン・エッフェンベルクにファウルを犯し、バイエルン・ミュンヘンにPKが与えられたが、サンティアゴ・カニサレスがメーメット・ショルのシュートは足でセーブし、得点とはならなかった。後半早々、アメデオ・カルボーニがカルステン・ヤンカーとヘディングを争った際にハンドを犯し、バイエルンがPKを獲得、今回はエッフェンベルクがカニサレスの逆方向にPKを蹴って得点を決め、スコアは1-1の振り出しに戻った。残りの時間と延長戦30分間を通して得点は生まれず、試合はPK戦になった。
PK戦では、バイエルンの最初のキッカーパウロ・セルジオのシュートは枠を捉えず、バレンシアのメンディエタのシュートはカーンの逆をついたため、バレンシアは早い段階でリードを得る。ハサン・サリハミジッチ、ヨン・カリュー、アレクサンダー・ツィックラーがPKを成功した後、カーンがズラトコ・ザホヴィッチのシュートをセーブし、それぞれ3人終了後に2対2で同点に追いく。次のアンデションのシュートはカニサレスにセーブされ、カルボーニのシュートはカーンが手を伸ばしてクロスバーの上に弾く。その後、ルベン・バラハとシュテファン・エッフェンベルクは両者とも成功し、 PK戦はサドンデスへと入る。6人目のビセンテ・リザラズとキリ・ゴンサレスは2人ともPK成功し、バイエルン7人目のトーマス・リンケはPK成功するも、バレンシア7人目マウリシオ・ペジェグリーノのシュートは方向を読んだカーンがセーブ、バイエルン・ミュンヘンがカップを勝ち取った。カーンは、PK戦後に敗戦したバレンシアのGKカニサレスを慰めたことでUEFAフェアプレイ賞を受賞した。

### 詳細
| 2001年5月23日 20:45 CEST |

| バイエルン・ミュンヘン       | 1 - 1 (aet) | バレンシア              |
| エッフェンベルク 50分 (pen.) |             | メンディエタ 2分 (pen.) |

| スタディオ・サン・シーロ, ミラノ 観客数: 79,000人 主審: ディック・ヨル |

|                                                                                            |       | PK戦                                                                           |  |
| パウロ・セルジオ サリハミジッチ ツィックラー アンデション エッフェンベルク リザラズ リンケ | 5 - 4 | メンディエタ カリュー ザホヴィッチ カルボーニ バラハ ゴンサレス ペジェグリーノ |  |

| バイエルン | バレンシア |

| GK                         | 1  | オリバー・カーン               |      |       |
| CB                         | 4  | サミュエル・クフォー           |      |       |
| CB                         | 5  | パトリック・アンデション       | 38分 |       |
| CB                         | 25 | トーマス・リンケ               |      |       |
| RWB                        | 2  | ウィリー・サニョル             |      | 46分  |
| LWB                        | 3  | ビセンテ・リザラズ             |      |       |
| CM                         | 23 | オーウェン・ハーグリーヴス     |      |       |
| CM                         | 11 | シュテファン・エッフェンベルク |      |       |
| AM                         | 7  | メーメット・ショル             |      | 108分 |
| AM                         | 20 | ハサン・サリハミジッチ         |      |       |
| CF                         | 9  | エウベル                       |      | 100分 |
| サブメンバー               |    |                                |      |       |
| GK                         | 22 | ベルント・ドレハー             |      |       |
| DF                         | 18 | ミヒャエル・タルナト           |      |       |
| MF                         | 10 | チリアコ・スフォルツァ         |      |       |
| FW                         | 13 | パウロ・セルジオ               |      | 108分 |
| FW                         | 19 | カルステン・ヤンカー           |      | 46分  |
| FW                         | 21 | アレクサンダー・ツィックラー   |      | 100分 |
| FW                         | 24 | ロケ・サンタ・クルス           |      |       |
| 監督                       |    |                                |      |       |
| オットマー・ヒッツフェルト |    |                                |      |       |

| GK                 | 1  | サンティアゴ・カニサレス   | 警告  |      |
| RB                 | 20 | ジョスリン・アングロマ     |       |      |
| CB                 | 12 | ロベルト・アジャラ         |       | 90分 |
| CB                 | 2  | マウリシオ・ペジェグリーノ |       |      |
| LB                 | 15 | アメデオ・カルボーニ       | 26分  |      |
| DM                 | 19 | ルベン・バラハ             |       |      |
| RM                 | 6  | ガイスカ・メンディエタ     |       |      |
| LM                 | 18 | キリ・ゴンサレス           | 117分 |      |
| AM                 | 35 | パブロ・アイマール         |       | 46分 |
| CF                 | 17 | フアン・サンチェス・モレノ |       | 66分 |
| CF                 | 7  | ヨン・カリュー             |       |      |
| サブメンバー       |    |                            |       |      |
| GK                 | 25 | アンドレス・パロップ       |       |      |
| DF                 | 5  | ミロスラヴ・ジュキッチ     |       | 90分 |
| DF                 | 34 | ファビオ・アウレリオ       |       |      |
| MF                 | 4  | ディディエ・デシャン       |       |      |
| MF                 | 8  | ズラトコ・ザホヴィッチ     |       | 66分 |
| MF                 | 14 | ビセンテ・ロドリゲス       |       |      |
| MF                 | 23 | ダビド・アルベルダ         |       | 46分 |
| 監督               |    |                            |       |      |
| エクトル・クーペル |    |                            |       |      |

| 最優秀選手： オリバー・カーン（バイエルン・ミュンヘン） 副審： ヤープ・ポール ヤン＝ヴィレム・ファン・フェルヴェン 第4の審判： ヤン・ヴェヘレーフ | ルール - 試合時間は90分 - 決着がつかない場合、30分のゴールデンゴール形式の延長戦 - 延長戦でゴールが生まれなかった場合PK戦 - サブメンバーは7名 - 選手交代は最大3名 |

### データ
|                | バイエルン | バレンシア |
| -------------- | ---------- | ---------- |
| 得点           | 1          | 1          |
| シュート       | 19         | 9          |
| 枠内シュート   | 5          | 4          |
| ボール支配率   | 64％       | 36％       |
| コーナーキック | 10         | 3          |
| ファウル       | 24         | 23         |
| オフサイド     | 2          | 6          |
| イエローカード | 1          | 3          |
| レッドカード   | 0          | 0          |